# Réseau express régional de Cracovie
Le Réseau express régional de Cracovie est un réseau de lignes de train urbains et de campagne autour de l'agglomération de Cracovie, dans le sud de la Pologne.

## Histoire
En 2023, la voïvodie de Mazovie prévoit de développer le réseau. À partir de décembre, le nombre de services ferroviaires devrait augmenter.